# 津幡駅
津幡駅（つばたえき）は、石川県河北郡津幡町字南中条にある、IRいしかわ鉄道・西日本旅客鉄道（JR西日本）の駅である。

## 概要
IRいしかわ鉄道のIRいしかわ鉄道線と、JR西日本の七尾線が乗り入れており、このうち七尾線は当駅を起点としている。七尾線の列車はすべてIRいしかわ鉄道線に直通して金沢駅まで運転されるため、当駅で折り返す七尾線の列車は設定されていない。当駅は両社の共同使用駅であり、IRいしかわ鉄道の管轄駅である。
もともとIRいしかわ鉄道線は北陸本線の一部であったため、JR西日本の単独駅であったが、2015年3月14日の北陸新幹線長野駅 - 金沢駅間延伸開業に伴う並行在来線の経営分離により現在の形となった。JR津幡駅の事務管コードは▲541453を使用している。
七尾線は当駅と中津幡駅との間に直流・交流接続のデッドセクションがあり、架線の電源方式が変わる。現在、JR西日本の狭軌在来線で交流電化となっているのは当駅構内が唯一である。
なお2011年3月12日のダイヤ改正以降、2014年3月15日のダイヤ改正の前日まで朝の1本のみ当駅止まりのJR西日本521系電車6両編成による北陸本線下り普通列車の設定があった（折り返しは回送列車）。IRいしかわ鉄道開業後は臨時列車の一部で金沢駅と当駅を結ぶものが設定されている。特急は和倉温泉発の「能登かがり火」上り2本が停車する。このほか、かつては、和倉温泉駅発の「サンダーバード」の一部、富山方面への特急「北越」「おはようエクスプレス」や、定期運転されていた寝台特急「北陸」や急行「能登」も停車していた。ただし、「あいの風ライナー」は通過する。
近年、地元の意向により東口整備に向けた調査が行われている。

## 歴史
- 1898年（明治31年）11月1日：官設鉄道（国鉄）の金沢駅 - 高岡駅間延伸により開業する（一般駅）[1][6]。
- 1900年（明治33年）8月2日：七尾鉄道（現在の七尾線）が当駅まで延伸し乗り入れる[3][7][8]。
- 1907年（明治40年）9月1日：七尾鉄道の国有化に伴い[8]、国鉄単独駅に戻る[7]。
- 1909年（明治42年）10月12日：線路名称が制定され、北陸本線所属駅となる。また、旧七尾鉄道線は七尾線となる[8]。
- 1982年（昭和57年）
  - 11月15日：貨物の取扱を廃止し、旅客駅となる[9]。
  - 12月1日：2代目の現駅舎に改築する[10]。
- 1985年（昭和60年）3月14日：荷物の取扱を廃止する[9]。
- 1987年（昭和62年）4月1日：国鉄分割民営化によりJR西日本の駅となる[9]。
- 1989年（平成元年）3月15日：みどりの窓口開設[11]。
- 1991年（平成3年）9月1日：七尾線が直流電化[8]。当駅 - 中津幡駅間にデッドセクションが設置される[12]。
- 2014年（平成26年）8月1日：駐車場・駐輪場を2013年末より大規模に改修。これにより駐輪場は屋内となりその上が町営駐車場となった[要出典]。
- 2015年（平成27年）3月14日：北陸新幹線金沢延伸開業に伴い、北陸本線がIRいしかわ鉄道に移管[13][14][15][16]。IRいしかわ鉄道管理によるJR西日本との共同使用駅となる。
- 2017年（平成29年）4月15日：ICカード「ICOCA」の利用が可能になる[17][18][19][20]。
- 2024年（令和6年）3月16日：北陸地区主要駅と同じ自動放送導入。

## 駅構造
島式ホーム2面4線を有する地上駅。列車の折り返しはどの方面でも可能で、2011年3月12日のダイヤ改正より上記の折り返し列車が設定されていた。
当駅と大阪駅を結ぶ最後の列車はサンダーバード20号であったが、この列車は2024年3月15日をもって廃止されたため、大阪までを結んでいた特急が全廃された。
社員配置駅でみどりの窓口が併設されている。JR時代の末期は、金沢駅の被管理駅であった。JR時代から引き続きマルス端末の設備を有するが、JR西日本からの駅業務委託扱いでなく、旅行業に準じた扱いでの設置となったため（このため、旅行業者としての発行元を示す丸囲みに「IR」の記号がある）、JR駅設置仕様（ロール紙使用・定期券発行機能あり）から旅行会社・私鉄駅設置仕様（プリカット紙使用・定期券発行機能なし）に変更された。定期券は別途自社端末でJR連絡券と自社単独券のみ発売する。またインターネット予約・電話予約（エクスプレス予約・e5489）の受け取りができなくなった。
コンクリート造の駅舎は能登半島を模した意匠である。源平倶利伽羅古戦場が同じ津幡町内にあることから、改札口付近に「源平盛衰記」の火牛の計をイメージした牛の銅像が設置されている。
かつて3・4番ホームでは立ち食いそば・うどん店が営業を行っており、さらに昔は「上村商店」製造の駅弁も販売していた。

### のりば
| のりば | 路線               | 方向      | 行先           | 備考             |
| ------ | ------------------ | --------- | -------------- | ---------------- |
| 1・2   | ■ IRいしかわ鉄道線 | 上り      | 金沢・福井方面 |                  |
| 3      | ■ IRいしかわ鉄道線 | 下り      | 高岡・富山方面 | 一部2・4番のりば |
| 4      | ■JR七尾線          | ■JR七尾線 | 羽咋・七尾方面 | 一部3番のりば    |

付記事項
- のりば番号は駅舎の反対側から数える関係で、駅舎側のホームが4番のりばとなる。列車運転指令上では、1番のりばから順に「上り本線」・「中線」・「下り本線」・「下り1番線」とされている。1番のりばの山側にはホームのない貨物列車用の待避線（「上り1線」）がある[6]。
- 1番のりばと待避線（「上り1番線」）は富山・七尾方面からの入線と金沢方面への出発のみ対応。3・4番のりばは金沢方面からの入線および富山・七尾方面への出発に対応[3]。2番のりばは3方向すべてへの入線・発車に対応している。ただし、2023年度のダイヤでは2番のりばからの七尾線方面への定期列車は設定されていない[22]。
- 2014年12月に、エレベーターを含めた新跨線橋が完成しバリアフリー化された。
- 列車接近掲示器から流れるメロディーは、1・2番のりばが「エリーゼのために」、3・4番のりばが「アニーローリー」である。
- 金沢発23時45分過ぎの終電は当駅止まりである。

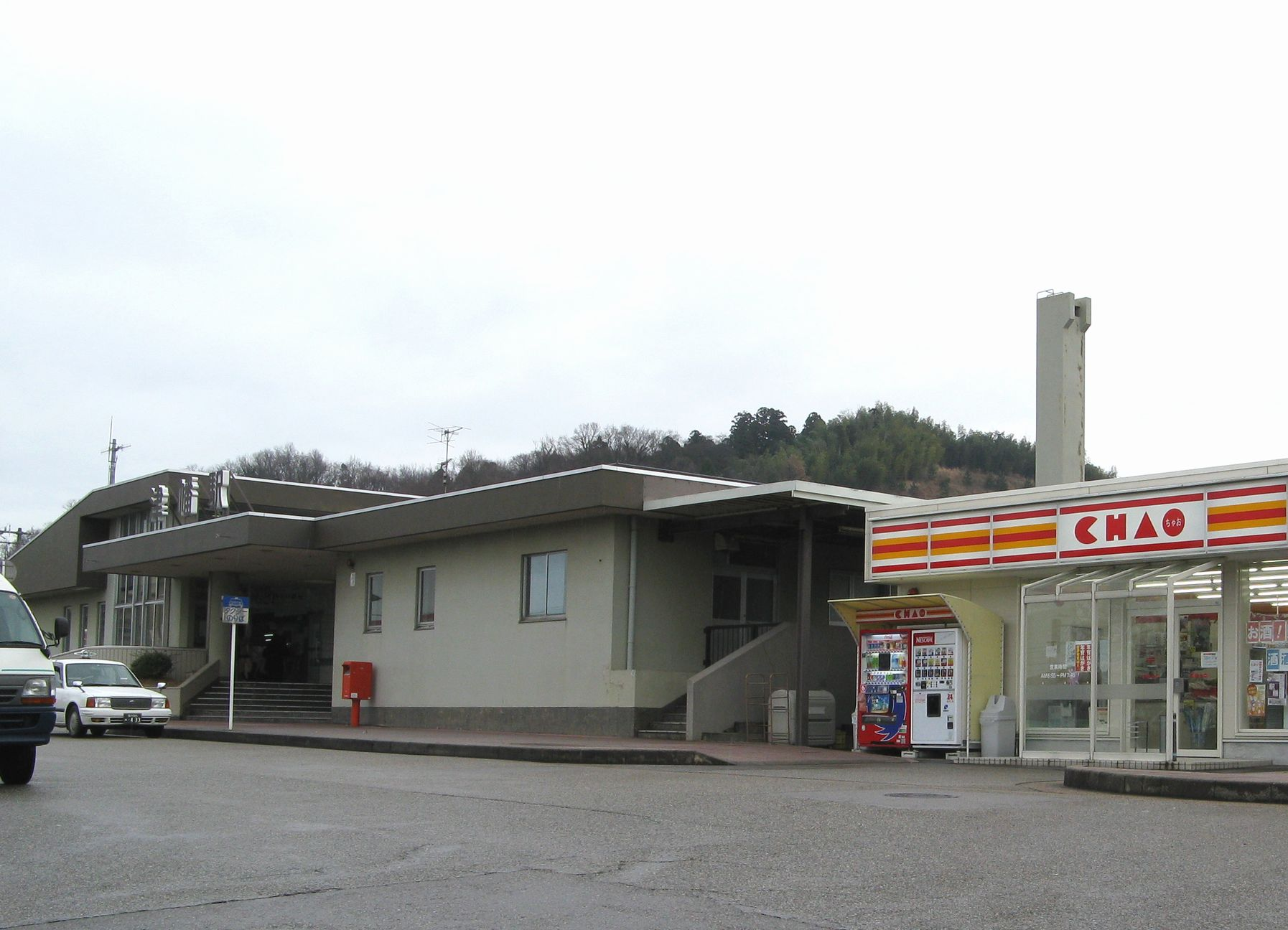
JR単独駅時代の駅前、右はJR西日本系列のステーションピット CHAO（2007年12月）
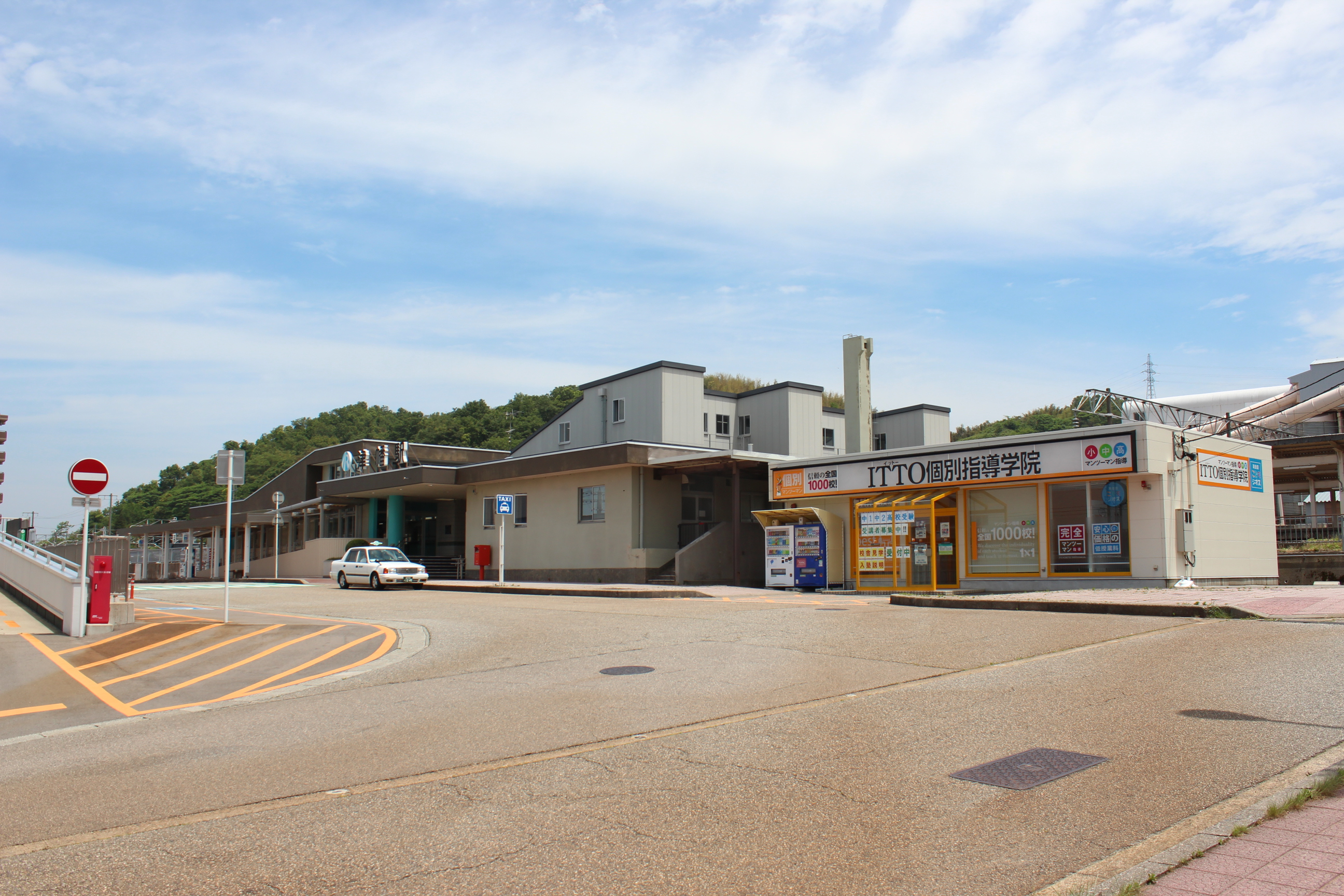
現在の駅前（2016年5月）
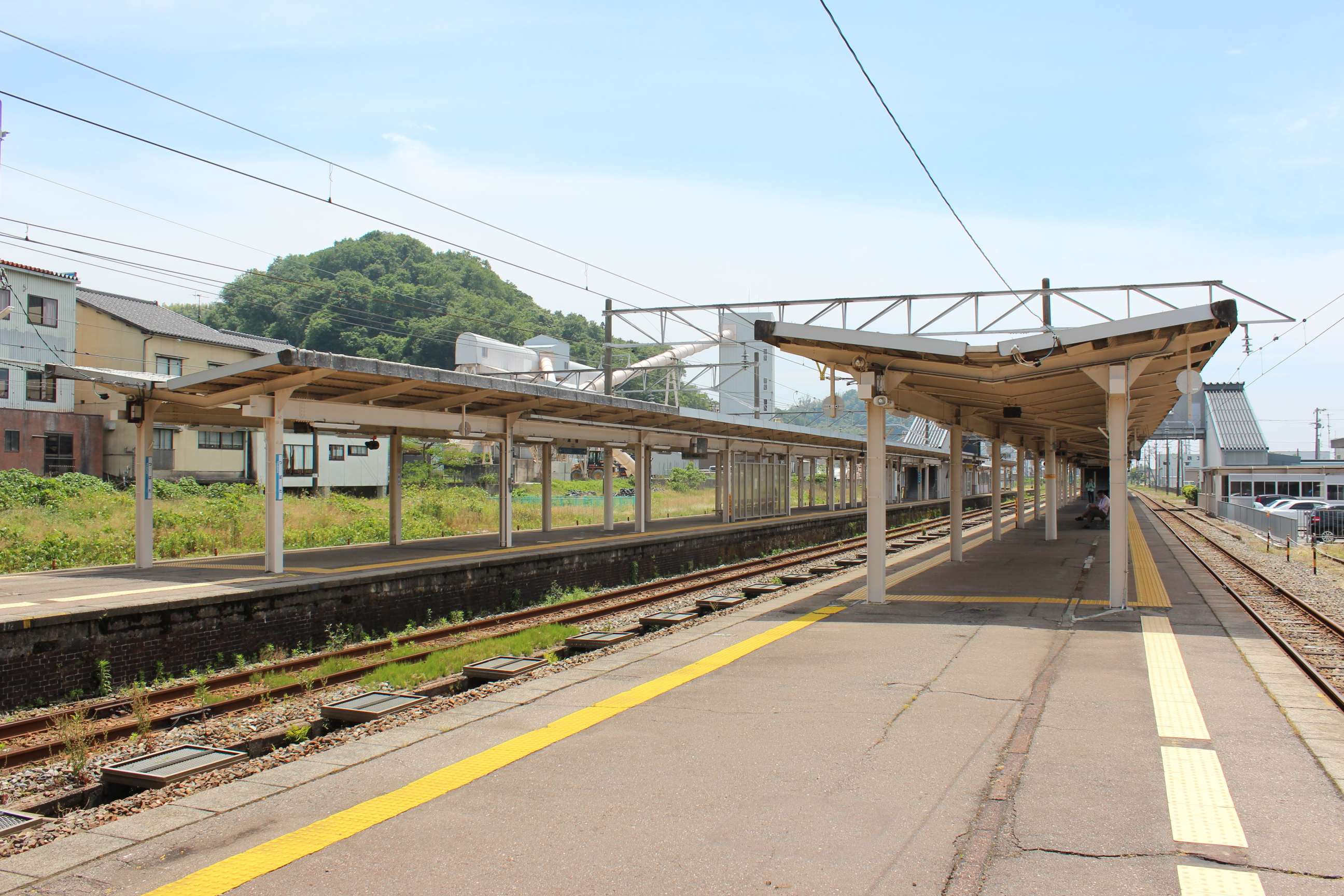
ホーム（2016年5月）
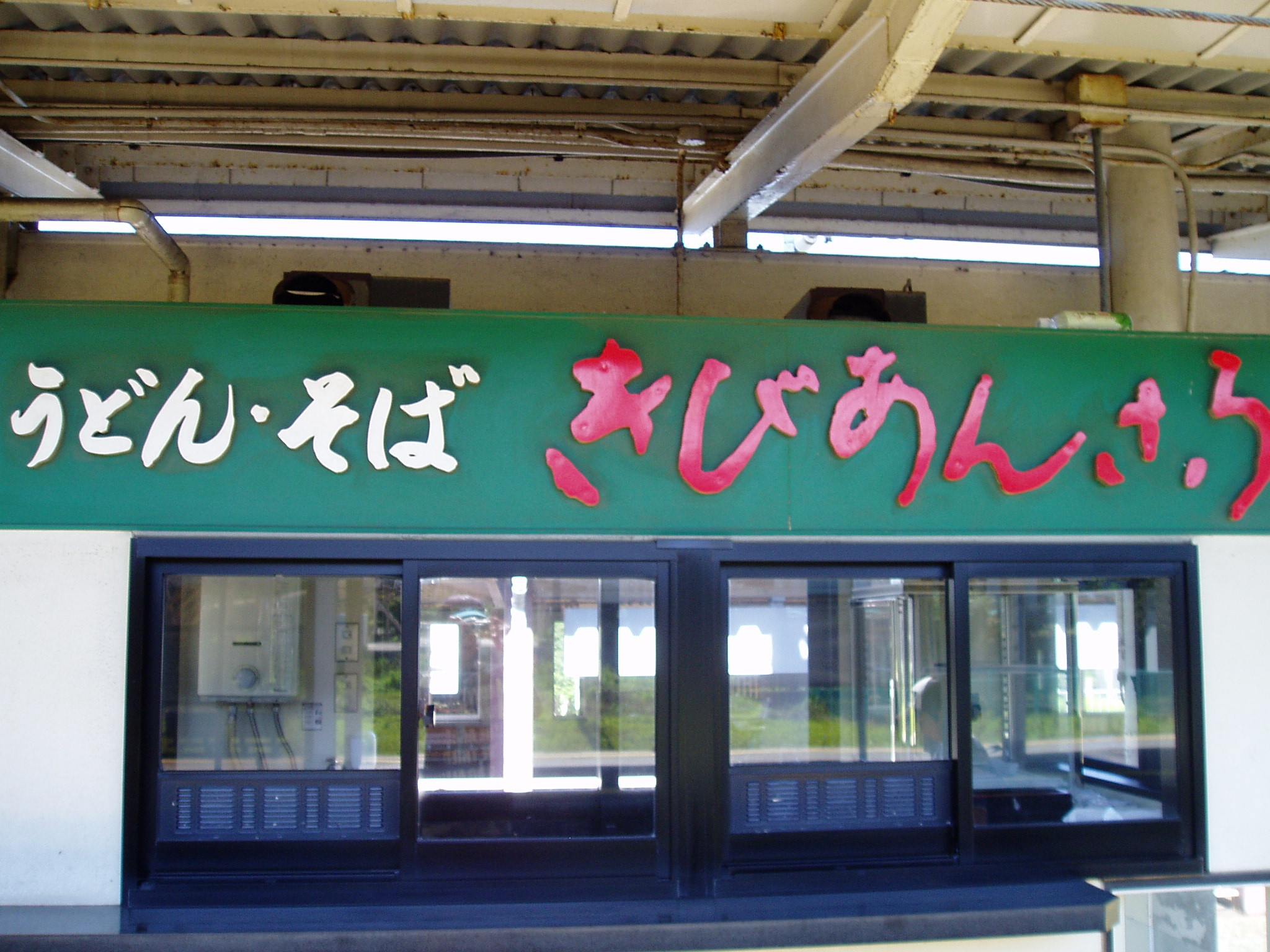
「きびあんころ」を扱ったホーム上のかつてのうどん店。廃業し現存しない。

## 利用状況
「石川県統計書」「津幡町統計書」によると、1日平均乗車人員は以下の通り。
1日平均乗車人員は、石川県内の主要鉄道駅では金沢駅に次ぐ数にのぼる。ただし当駅で計上される乗車人員には実際の七尾線とIRいしかわ鉄道線の乗車人員に加え、七尾線から直通する特急「能登かがり火」や普通列車などでIRいしかわ鉄道線へ通過した「通過人員」の数も含まれる。
これは、当駅がJR西日本とIRいしかわ鉄道の境界駅であり、両社相互間の通過人員も全て当駅で乗降したものとみなし、実際の乗車人員と合算して計算することによるものである。
| 年度   | JR西日本         | IRいしかわ鉄道      | IRいしかわ鉄道    |
| 年度   | 1日平均 乗車人員 | 1日平均乗車人員     | 1日平均乗車人員   |
| 年度   | 1日平均 乗車人員 | 直通連絡人員 含まず | 直通連絡人員 含む |
| ------ | ---------------- | ------------------- | ----------------- |
| 1996年 | 2,061            | 未 開 業            | 未 開 業          |
| 1997年 | 1,978            | 未 開 業            | 未 開 業          |
| 1998年 | 1,976            | 未 開 業            | 未 開 業          |
| 1999年 | 1,992            | 未 開 業            | 未 開 業          |
| 2000年 | 1,991            | 未 開 業            | 未 開 業          |
| 2001年 | 1,978            | 未 開 業            | 未 開 業          |
| 2002年 | 2,016            | 未 開 業            | 未 開 業          |
| 2003年 | 2,080            | 未 開 業            | 未 開 業          |
| 2004年 | 2,106            | 未 開 業            | 未 開 業          |
| 2005年 | 2,139            | 未 開 業            | 未 開 業          |
| 2006年 | 2,176            | 未 開 業            | 未 開 業          |
| 2007年 | 2,206            | 未 開 業            | 未 開 業          |
| 2008年 | 2,255            | 未 開 業            | 未 開 業          |
| 2009年 | 2,210            | 未 開 業            | 未 開 業          |
| 2010年 | 2,201            | 未 開 業            | 未 開 業          |
| 2011年 | 2,249            | 未 開 業            | 未 開 業          |
| 2012年 | 2,259            | 未 開 業            | 未 開 業          |
| 2013年 | 2,355            | 未 開 業            | 未 開 業          |
| 2014年 | 2,175            | 未 開 業            | 未 開 業          |
| 2015年 | 5,130            | 非公表              | 7,056             |
| 2016年 | 4,991            | 非公表              | 7,084             |
| 2017年 | 4,769            | 2,499               |                   |
| 2018年 | 4,672            | 2,514               |                   |
| 2019年 | 4,517            | 2,475               |                   |

## 駅周辺
津幡町の中心部からはやや外れた場所に位置する。
- 津幡町立中条小学校
- 石川工業高等専門学校
- アル・プラザ津幡
- 津幡町文化会館シグナス
- 国道8号
- 国道159号
- 津幡駅前郵便局
- 三輪神社

## バス路線
- 北鉄金沢バス（駅前の道路沿い）
  - 本津幡駅
  - 野町駅・円光寺
- 丸一観光（駅前の道路沿い）
  - グリーンライナー：新宿駅西口・東京ディズニーランド
- 津幡町営バス（駅前）
  - 九折
  - 北横根
  - 池ヶ原
  - 旭山公園
  - 津幡行政センター

## 隣の駅
IRいしかわ鉄道
■IRいしかわ鉄道線
森本駅 - 津幡駅 - 倶利伽羅駅
西日本旅客鉄道（JR西日本）
■七尾線（金沢駅 - 当駅間IRいしかわ鉄道線）
- 特急「能登かがり火」一部停車駅

■普通
森本駅 - 津幡駅 - 中津幡駅

### 記事本文